# Улицы Москвы (справочник)
Улицы Москвы. Справочник (также: Справочник улиц Москвы; Справочник улиц города Москвы) — официально издававшийся справочник, выходящий в издательстве «Московский рабочий» (Москва), в течение нескольких десятков лет массовыми тиражами. 
Справочник обновлялся с периодичностью примерно раз в три — четыре года. Содержал основные сведения о расположении улиц, проспектов, шоссе, площадей, переулков и проездов, набережных Москвы, их наименованиях и переименованиях, старых названиях, принадлежности к районам, приписке к отделениям милиции, почтовой индексации. Отдельный раздел, составлявший около 20% объёма книги, подробно описывал маршруты городского пассажирского транспорта.
После 1995 года вместо справочника «Улицы Москвы» выходил справочник «Улицы современной Москвы», содержащий, в целом, аналогичную информацию. В справочнике появились цветные карты города с нумерацией кварталов и микрорайонов, а также некоторых домовладений (в основном угловых). Последнее издание вышло в 2009 году.
В настоящее время эти издания представляют уже краеведческий и исторический интерес с точки зрения анализа изменения топонимики и маршрутной сети общественного транспорта в Москве на протяжении более полувека.

## История издания

### Москва после 1960 года
Указами Президиума Верховного Совета РСФСР от 19 марта и 10 мая 1984 года в состав Москвы были включены многие подмосковные населённые пункты.
Такие территориальные изменения внесли существенное дополнение и в топонимику московских улиц: увеличилось их количество, возникли случаи одноимённости названий. Всё это потребовало большой работы по инвентаризации новых названий, по выявлению и устранению одноимённости. Издание 1984 года не успело отразить всех этих новых реалий, так как вся работа заняла около трёх лет, после чего в 1989 году появилось новое издание справочника.

### Москва после 1991 года
В 1992—1993 годах в Москве начался активный процесс возвращения улицам, переулкам и другим объектам старых (до 1917 года) наименований. Активность в этом проявляли местные органы власти, зачастую без должного исторического и топонимического анализа, в силу чего был допущен ряд досадных ошибок.

## Список изданий
1950
- Справочник улиц г. Москвы / Составители: К. С. Харламова, Л. С. Ерохина; Ответственный редактор М. П. Лавочкин. — М.-Л.: Изд-во Министерства коммунального хозяйства РСФСР, 1950. — 164 с., [32] с., объявл. — 15 000 экз.

1951
- Справочник улиц г. Москвы / Составители: К. С. Харламова, Л. С. Ерохина и В. И. Оболенская; Ответственный редактор М. П. Лавочкин. — М.: Изд-во Мин-ва коммун. хоз. РСФСР, 1951. — 184 с., [48] с. — 25 000 экз.

1955
- Справочник улиц Москвы / Составители: К. С. Харламова и Л. С. Ерохина; Ответственный редактор М. П. Лавочкин. — М.: Московский рабочий, 1955. — 452 с. — 40 000 экз. 
По состоянию на 30 апреля 1955 г.

1956
- Справочник улиц Москвы / Составители: Л. С. Ерохина и К. С. Харламова ; Ответственный редактор М. П. Лавочкин. — М.: Московский рабочий, 1956. — 496 с. — 50 000 экз. 
По состоянию на 1 ноября 1956 г.

1959
- Справочник улиц Москвы / Составители: Л. С. Ерохина и М. Н. Шуринова; Ответственный редактор М. П. Лавочкин. — М.: Московский рабочий, 1959. — 496 с. — 50 000 экз. 
По состоянию на 1 сентября 1958 г.

1961
- Улицы Большой Москвы: Справочник / Составители: Л. С. Ерохина, В. Ф. Овчинникова, М. Н. Шуринова, С. Х. Фахретдинова; Отв. ред. М. П. Лавочкин. — М.: Московский рабочий, 1961. — 552 с. — 60 000 экз. 
По состоянию на 10 февраля 1961 г.

1964
- Улицы Москвы: Справочник / Составители: Л. С. Ерохина и М. Н. Шуринова; Ответственный редактор М. П. Лавочкин. — М.: Московский рабочий, 1964. — 480 с. — 100 000 экз. 
По состоянию на 1 сентября 1963 г.

1969
- Улицы Москвы: Справочник / Составители: А. К. Климачёва, Г. Д. Рагушина, М. Н. Шуринова; Ответственный редактор М. П. Лавочкин (†). — М.: Московский рабочий, 1969. — 532 с. — 150 000 экз. 
По состоянию на 1 июня 1969 г.

1972
- Улицы Москвы: Справочник / Составители: А. К. Климачёва, М. Н. Шуринова; Ответственный редактор Ю. С. Братко. — М.: Моск. рабочий, 1972. — 512 с. — 150 000 экз. 
По состоянию на 1 октября 1972 г.

1976
- Улицы Москвы: Справочник / Составители: А. К. Климачёва, М. Н. Шуринова; Ответственный редактор Ю. С. Братко. — М.: Моск. рабочий, 1976. — 504 с. — 150 000 экз. 
По состоянию на 1 июня 1976 г.

1980
- Улицы Москвы: Справочник / Составители: А. К. Климачёва, М. Н. Шуринова;  Ответственный редактор П. Я. Чубаров. — М.: Моск. рабочий, 1980. — 480 с. — 100 000 экз. 
По состоянию на 1 января 1980 г.; изменения и дополнения на 1 июля 1980 г.

1984
- Улицы Москвы: Справочник / Авторы-составители А. К. Климачёва, М. Н. Шуринова; Ответственный редактор П. Я. Чубаров. — М.: Моск. рабочий, 1984. — 560 с. —  50 000 экз. 
С изменениями на 1 марта 1984 г.

1989
- Улицы Москвы: Справочник / Составители: сотрудники Мосгорсправки И. И. Юзвишин, А. Г. Харитон, В. А. Онищук, А. К. Климачёва, М. Н. Шуринова; Ответственный редактор И. И. Юзвишин. — М.: Моск. рабочий, 1989. — 512 с. — 100 000 экз. — ISBN 5-239-00187-1. 
По состоянию на 1 марта 1989 г.; изменения и дополнения на 15 июня 1989 г.

1993
- Улицы Москвы: Справочник / Авторы-составители: Л. Н. Долгов, С. И. Лапекин; Схематический план г. Москвы выполнен М. Е. Зайцевой. — М.: СП «Вся Москва», 1993. — 544 с., схем. план. — 100 000 экз. — ISBN 5-7110-0175-2. 
Сведения даны по состоянию на 1 марта 1993 г.

1995
- Улицы Москвы: Справочник / Авторы-составители: Леонид Долгов, Сергей Лапекин; Оформление: Сергей Кузяков. — М.: ТОО «Вся Москва-Информ», 1995. — 580 с. — ISBN 5-88764-003-0. 
Информация дана по состоянию на 1 января 1995 г.

1997
- Улицы Москвы: Справочник / Авторы-составители: Леонид Долгов, Сергей Лапекин; Оформление: Сергей Кузяков. — М.: ТОО «Вся Москва-Информ», 1997. — 560 с. — ISBN 5-88764-003-0.

2005
- Улицы современной Москвы / Ответственный редактор: А. Г. Харитон. Карты современной Москвы выполнены С. В. Деевым.. — М.: Международное издательство «Информациология», 2005. — 656 с. — 10 000 экз. — ISBN 5-87489-024-6. 
Информация дана по состоянию на 16 октября 2004 года.

2009
- Улицы современной Москвы. Справочник / Ответственный редактор: А. Г. Харитон. Карты современной Москвы выполнены С. В. Деевым.. — М.: «Инфориздат», 2009. — 672 с. — 3000 экз. — ISBN 978-5-87489-029-2. 
Информация дана по состоянию на 30 марта 2009 года.